# Goislard
Goislard je priimek več oseb:
- Bettina Goislard, francoska humanitarna delavka
- Joseph-Jean Goislard de Monsabert, francoski general